# Ignat Solzhenitsyn
Ignat Aleksandrovich Solzhenitsyn, in russo Игна́т Алекса́ндрович Солжени́цын?, Ignat Aleksandrovič Solženicyn (Mosca, 23 settembre 1972), è un compositore, direttore d'orchestra, docente e pianista russo naturalizzato statunitense. È direttore d'orchestra laureato della Chamber Orchestra of Philadelphia e il direttore ospite principale dell'Orchestra Filarmonica di Mosca. È figlio dell'autore russo Aleksandr Solženicyn.

## Biografia
Ignat Solženicyn nacque a Mosca nel 1972, figlio mezzano dell'autore Aleksandr Solženicyn e di Natal'ja Dmitrievna Svetlova, che il 20 aprile 1973 sarebbe diventata la seconda moglie di Aleksandr Isaevič. Ha studiato pianoforte a Londra con Maria Curcio, l'ultimo e prediletto allievo di Artur Schnabel e poi con Gary Graffman al Curtis Institute, dove si è anche specializzato in direzione orchestrale con Otto-Werner Müller.

## Carriera

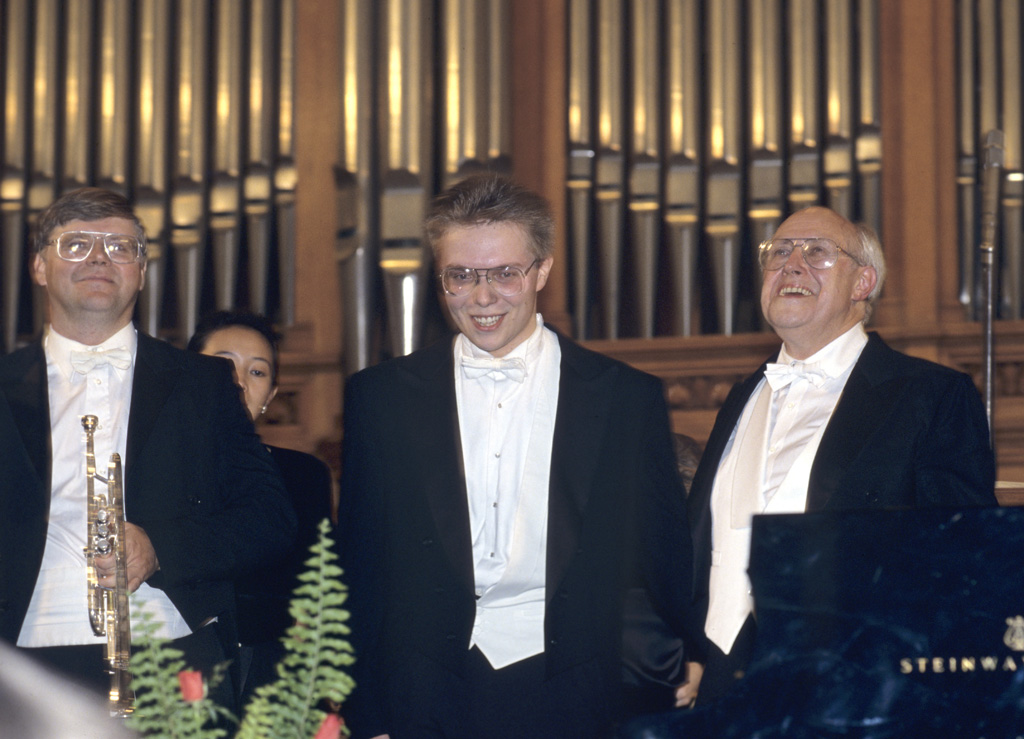
Ignat Solzhenitsyn (al centro), 1993

Come direttore d'orchestra Solzhenitsyn ha diretto le orchestre sinfoniche di Baltimora, Buffalo, Dallas, Indianapolis, Nashville, New Jersey, Carolina del Nord, Seattle, Toledo e Toronto, la Nordwestdeutsche Philharmonie, nonché molte delle principali orchestre della Russia tra cui la Mariinskij Orchestra, l'Orchestra filarmonica di San Pietroburgo, l'Orchestra Filarmonica di Mosca, la Sinfonica di Mosca e la Filarmonica degli Urali. Ha collaborato con solisti di fama mondiale come Richard Goode, Gary Graffman, Steven Isserlis, Leila Josefowicz, Sylvia McNair, Garrick Ohlsson, Mstislav Rostropovič e Mitsuko Uchida.
Il suo vasto programma itinerante negli Stati Uniti e in Europa ha compreso concerti con numerose orchestre importanti, tra cui quelle di Boston, Chicago, Filadelfia, Saint Louis, Los Angeles, Seattle, Baltimora, Washington, Montreal, Toronto, London, Parigi, San Pietroburgo, Israele e Sydney, e collaborazioni con direttori come Herbert Blomstedt, James Conlon, James DePreist, Charles Dutoit, Lawrence Foster, Valerij Gergiev, Krzysztof Penderecki, André Previn, Mstislav Rostropovič, Gerard Schwarz, Wolfgang Sawallisch, Jerzy Semkow, Maksim Šostakovič, Jurij Temirkanov, and David Zinman.
Un appassionato musicista da camera, Solzhenitsyn ha collaborato con i quartetti d'archi di Emerson, Borodin, Brentano, San Pietroburgo e Lydian e in recital a quattro mani con Mitsuko Uchida. Ha frequentemente partecipato a festival internazionali, tra cui Salisburgo, Evian, Ludwigsburg, Caramoor, Ojai, Marlboro, Nižnij Novgorod e le famose serate di dicembre a Mosca.
Ignat Solzhenitsyn, vincitore della borsa di studio Avery Fisher, fa parte della facoltà di pianoforte del Curtis Institute of Music. Ha partecipato a numerosi programmi radiofonici e televisivi, tra cui CBS Sunday Morning e Nightline dell'ABC.

## Vita privata
Solzhenitsyn risiede a New York con sua moglie e tre figli.